# Cabo Wolstenholme
Cabo Wolstenholme (en francés: Cap Wolstenholme) es el punto extremo más al norte de la provincia canadiense de Quebec. Ubicado en el estrecho de Hudson, a unos 28 kilómetros (17 millas) al noreste del asentamiento más septentrional de Quebec llamado Ivujivik, también es la punta más el norte de la península de Ungava, que es a su vez la parte más septentrional de la península de Labrador.
Sus acantilados rocosos de 300 metros (980 pies) de alto dominan los alrededores y marcan la entrada al canal de Digges Sound. A continuación, se encuentran las fuertes corrientes de la bahía de Hudson y el estrecho de Hudson, a veces incluso se  produce la trituración de animales atrapados entre los témpanos de hielo.
En 1744, el cartógrafo francés Jacques-Nicolas Bellin llamó al lugar Cap Saint-Louis (Cabo San Luis). A partir de entonces, los dos nombres siguieron identificando a este cabo hasta que Wolstenholme se hizo oficial en 1968.